# Your Favorite Weapon
Your Favorite Weapon è il primo album discografico in studio del gruppo musicale alternative rock statunitense Brand New, pubblicato nel 2001.

## Tracce
1. The Shower Scene – 2:24
2. Jude Law and a Semester Abroad – 3:41
3. Sudden Death in Carolina – 3:01
4. Mix Tape – 3:57
5. Failure by Design – 3:15
6. Last Chance to Lose Your Keys – 3:25
7. Logan to Government Center – 3:02
8. The No Seatbelt Song – 4:29
9. Seventy Times 7 – 3:32
10. Secondary – 3:01
11. Magazines – 2:50
12. Soco Amaretto Lime – 4:46